# 上條うらら
上條 うらら(かみじょう うらら、1974年3月20日 - )は日本のAV女優。
ギルガメッシュナイトにも出演した。

## 出演作品

### アダルトビデオ
- みだらなメシベ（アリスJAPAN）
- 今夜はBoogie FUCK（1994年6月24日、アリスJAPAN）
- エロティック・ホスピタル（1994年7月24日、h.m.p）
- 絶頂バトルロイヤル　ヌードな夜（1994年8月11日、シャイ企画）
- 腰ふり看護婦さん（1994年9月、h.m.p）
- エプロン姿でしゃぶらせて（1994年9月14日、ミス・クリスティーヌ）
- 淫花の咲くころ　白衣の下は愛の園（1994年10月31日、エイトマン）
- アブノーマルレズビアン 百合奴隷（1995年2月3日、シネマジック）
- 女教師監禁痴漢列車（1995年4月、笠倉出版社）
- LINGERIE DOLLS（1995年5月23日、宇宙企画）
- D乳若妻縛り（1995年5月、オー・ケイ出版社）
- BODY SHOP（1995年7月、笠倉出版社）
- AVアイドル着せ替え生連発!!（1995年12月10日、ミス・クリスティーヌ）
- ヌードな夜（シャイ企画）
- 百合図鑑12（シネマジック）他多数出演
- h.m.pがお贈りする低身長女優たっぷり100人 8時間（2011年4月1日、h.m.p）他多数出演

### 一般作品
- 新・どくだみ荘（1995年）

## 書籍
- PHOTO SHOT vol.5
- GiRiGiRi 第6集（1994年10月）
- BEPPIN SCHOOL 1994年12月号